# Stortrön
Stortrön este o arie protejată (arie specială de conservare — SAC, sit de importanță comunitară — SCI) din Suedia întinsă pe o suprafață de 108,8 ha, integral pe uscat.

## Localizare
Centrul sitului Stortrön este situat la coordonatele 58°57′45″N 17°15′05″E / 58.9626°N 17.2514°E.

## Înființare
Situl Stortrön a fost declarat sit de importanță comunitară în decembrie 1998 pentru a proteja un număr necunoscut de specii din flora spontană și fauna sălbatică aflate în arealul zonei. Situl a fost protejat și ca arie specială de conservare în martie 2011.

## Biodiversitate
Situată în ecoregiunea boreală, aria protejată conține 1 habitat natural: Ape oligotrofe din câmpii nisipoase, cu un conținut foarte redus de minerale (Littorelletalia uniflorae).
La baza desemnării sitului se află un număr nedeclarat de specii protejate.